# Добропільський район
Добропі́льський райо́н — колишня адміністративно-територіальна одиниця у північно-західній частині Донецької області України. Площа — 950 км². Районний центр — місто Добропілля. Населення району становило 16 492 осіб (на 1.08.2013). Район утворено 23 грудня 1966 року. Територія району належить до історичної Краматорської землі.

## Географія
Район межує: на півночі — з Олександрівським, на північному сході — зі Слов'янським, на сході — з Костянтинівським, на півдні — з Покровським районами Донецької області, на заході — з Межівським районом сусідньої Дніпропетровської області.
Площа району 950 км². (95 тис. гектарів). Населення — 19 тис. жителів.
Рельєф району різноманітний. Поверхня його сильно порізана густою сіткою річкових долин, глибоких балок і ярів. Характерні також гриви, горби і куполи. Особливо багата балками і ярами північно-східна частина району. Тут балки врізаються у водорозділ на 3-3,5 км, поповнюючи водами басейни річок Сіверський Донець і Дон. В південно-західній частині балок і ярів значно менше. Тут знаходяться витоки річок басейну р. Дніпро.
З півдня на північ через район протікає р. Казенний Торець зі своєю притокою р. Грузька, а зі сходу на захід — р. Бик, яка зливається зі своїми притоками: р. Водяною — в с. Криворіжжі і р. Гришинка — в с. Юр'ївка. Неподалік с. Новотроїцького бере свій початок р. Самара, а біля с. Нововодяне її притока — друга р. Водяна. Всі річки невеликі і неглибокі, влітку пересихають і міліють, а з початку грудня і до середини березня покриваються льодом. Є кілька водойм штучного походження.

## Природний світ
Див. також: Флора Добропільського району
Клімат Добропільського району континентальний. Середня температура січня — 6,5-8,0º С, липня +21º С. За агрокліматичним районуванням Донецької області цей край віднесено до другого помірно-посушливого району, для якого характерні жарке літо і помірно холодна зима. Початок літнього періоду спостерігається в першій декаді травня, зимового — в третій декаді листопада.
Цей край — це степові простори. Ліси, лісосмуги і чагарники займають лише 4 % території району. Унікальним явищем є Криворізький ліс, посаджений в степу ще до Жовтневої революції 1917 року.
Серед дерев переважають дуб, ясен, клен, біла акація, тополя, верба, горобина, калина, шипшина, бузина, глід. В царстві трав: 15 видів ковили, типчак, тонконіг, тимофіївка, пирій, очерет. Багато лікарських рослин — спориш, мати-й-мачуха, кульбабка, череда, полин, деревій, ромашка, звіробій, подорожник, аїр болотний та інші.
Тваринний світ: зайці, лисиці, куниці, ховрахи, видри, борсуки, а також занесені до «Червоної книги України» — козулі, кабани, вовки, журавель, беркут, орлан-білохвіст. Земноводні: сіра та чорна гадюки, жаби (водяні і земляні), черепахи, вужі. В річках і водоймах — окуні, карасі, коропи, щуки, в'юни, раки.
У південно-східній частині району біля села Никанорівка розташоване заповідне урочище Никанорівський ліс.

## Історія
Докладніше: Історія Добропільщини
Територіально-адміністративний устрій Добропільського району за часи свого існування декілька разів змінювався. Так, в 1962 році, ми, як район, зовсім зникли з карти Донеччини: Добропільщину разом з Олександрівщиною об'єднав Красноармійський район. Через два роки північним сусідам повернули статус району, а наші сільради «поділили» між ними і красноармійцями. І лише 8 грудня 1966 року Добропільський район було відновлено. До його складу увійшло вісім сільських і одна селищна ради. Адміністративним центром цього утворення стало місто Добропілля.
Відліком історії Добропільського району вважається день, коли Президія ЦВК УРСР прийняла постанову про розукрупнення Постишевського (тепер — Красноармійського) району — 13 лютого 1935 року. Саме в цей день в Україні з'явився новий район з центром у селі Добропіллі. До його складу увійшло 16 сільських рад. В 1959 році до складу Добропільського району облвиконком передав Благодатненську та Золотоколодязьку сільради Андріївського району.
1975 року у межах району утворено Світлівську сільраду, а в 1986 році за рахунок розукрупнення Новоторецької та Октябрської сільських рад утворено Никанорівську сільраду.
З 24 серпня 1991 року район є адміністративно-територіальною одиницею незалежної України.
Добропільський район — це 10 сільських і 1 селищна ради, які об'єднують 62 населених пункти: Населення району на 01.01.2010 перевищує 17,1 тисяч, з яких приблизно половина працездатних. Близько 3,4 тисячі дітей, майже 6 тисяч пенсіонерів.

## Населення
Розподіл населення за віком та статтю (2001)
| Стать | Всього | До 15 років | 15-24 | 25-44 | 45-64 | 65-85 | Понад 85 |
| --- | ------ | ----------- | ----- | ----- | ----- | ----- | -------- |
| Чоловіки | 9766   | 1746        | 1396  | 2809  | 2535  | 1237  | 43       |
| Жінки | 10 892 | 1667        | 1244  | 2520  | 2877  | 2352  | 232      |
| \| Статево-вікова піраміда \| Статево-вікова піраміда \| Статево-вікова піраміда \| \| ----------------------- \| ----------------------- \| ----------------------- \| \| Чоловіки \| Вік \| Жінки \| \| 43 \| 85 + \| 232 \| \| 69 \| 80-84 \| 279 \| \| 199 \| 75-79 \| 544 \| \| 497 \| 70-74 \| 874 \| \| 472 \| 65-69 \| 655 \| \| 745 \| 60-64 \| 1071 \| \| 386 \| 55-59 \| 509 \| \| 651 \| 50-54 \| 635 \| \| 753 \| 45-49 \| 662 \| \| 808 \| 40-44 \| 736 \| \| 711 \| 35-39 \| 630 \| \| 667 \| 30-34 \| 561 \| \| 623 \| 25-29 \| 593 \| \| 672 \| 20-24 \| 540 \| \| 724 \| 15-20 \| 704 \| \| 766 \| 10-14 \| 745 \| \| 554 \| 5-9 \| 527 \| \| 426 \| 0-4 \| 395 \| |        |             |       |       |       |       |          |
| Статево-вікова піраміда |        |             |       |       |       |       |          |
| Чоловіки | Вік    | Жінки       |       |       |       |       |          |
| 43 | 85 +   | 232         |       |       |       |       |          |
| 69 | 80-84  | 279         |       |       |       |       |          |
| 199 | 75-79  | 544         |       |       |       |       |          |
| 497 | 70-74  | 874         |       |       |       |       |          |
| 472 | 65-69  | 655         |       |       |       |       |          |
| 745 | 60-64  | 1071        |       |       |       |       |          |
| 386 | 55-59  | 509         |       |       |       |       |          |
| 651 | 50-54  | 635         |       |       |       |       |          |
| 753 | 45-49  | 662         |       |       |       |       |          |
| 808 | 40-44  | 736         |       |       |       |       |          |
| 711 | 35-39  | 630         |       |       |       |       |          |
| 667 | 30-34  | 561         |       |       |       |       |          |
| 623 | 25-29  | 593         |       |       |       |       |          |
| 672 | 20-24  | 540         |       |       |       |       |          |
| 724 | 15-20  | 704         |       |       |       |       |          |
| 766 | 10-14  | 745         |       |       |       |       |          |
| 554 | 5-9    | 527         |       |       |       |       |          |
| 426 | 0-4    | 395         |       |       |       |       |          |

За даними перепису 2001 року населення району становило 20 659 осіб, з них 88,61 % зазначили рідною українську мову, 10,85 % — російську, а 0,54 % — іншу.
Національний склад населення району за переписом 2001 року
|          | чисельність | частка |
| українці | 18 474      | 89,4   |
| росіяни  | 1 840       | 8,9    |

Етномовний склад сільських та міських рад району (рідна мова населення) за переписом 2001 року, %
|                           | українська | російська | вірменська | білоруська |
| Добропільський район      | 88,6       | 10,9      | 0,2        | 0,1        |
| ------------------------- | ---------- | --------- | ---------- | ---------- |
| смт Святогорівка          | 89,5       | 10,3      |            |            |
| Ганнівська сільрада       | 94,1       | 5,7       |            | 0,2        |
| Добропільська сільрада    | 93,0       | 6,9       |            |            |
| Золотоколодязька сільрада | 90,3       | 8,0       | 1,5        | 0,1        |
| Криворізька сільрада      | 94,8       | 5,0       | 0,1        | 0,0        |
| Никанорівська сільрада    | 90,0       | 8,8       | 0,3        | 0,2        |
| Нововодянська сільрада    | 81,4       | 18,6      |            |            |
| Новоторецька сільрада     | 90,8       | 9,2       |            |            |
| Світлівська сільрада      | 75,3       | 23,6      | 0,5        | 0,2        |
| Шахівська сільрада        | 93,2       | 6,7       |            |            |
| Шилівська сільрада        | 91,0       | 8,6       |            | 0,2        |

## Відомі вихідці
- Засновник вітчизняної зоотехнії Мерцалов Іван Антонович з села Панківка.

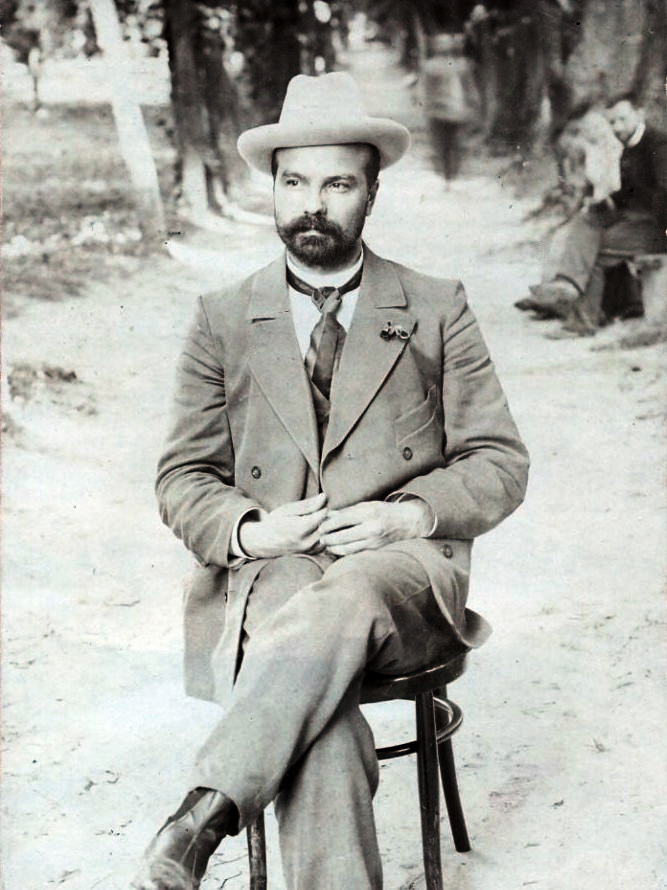
Український поет "розстріляного відродження" Чернявський Микола Федорович з села Шахове.
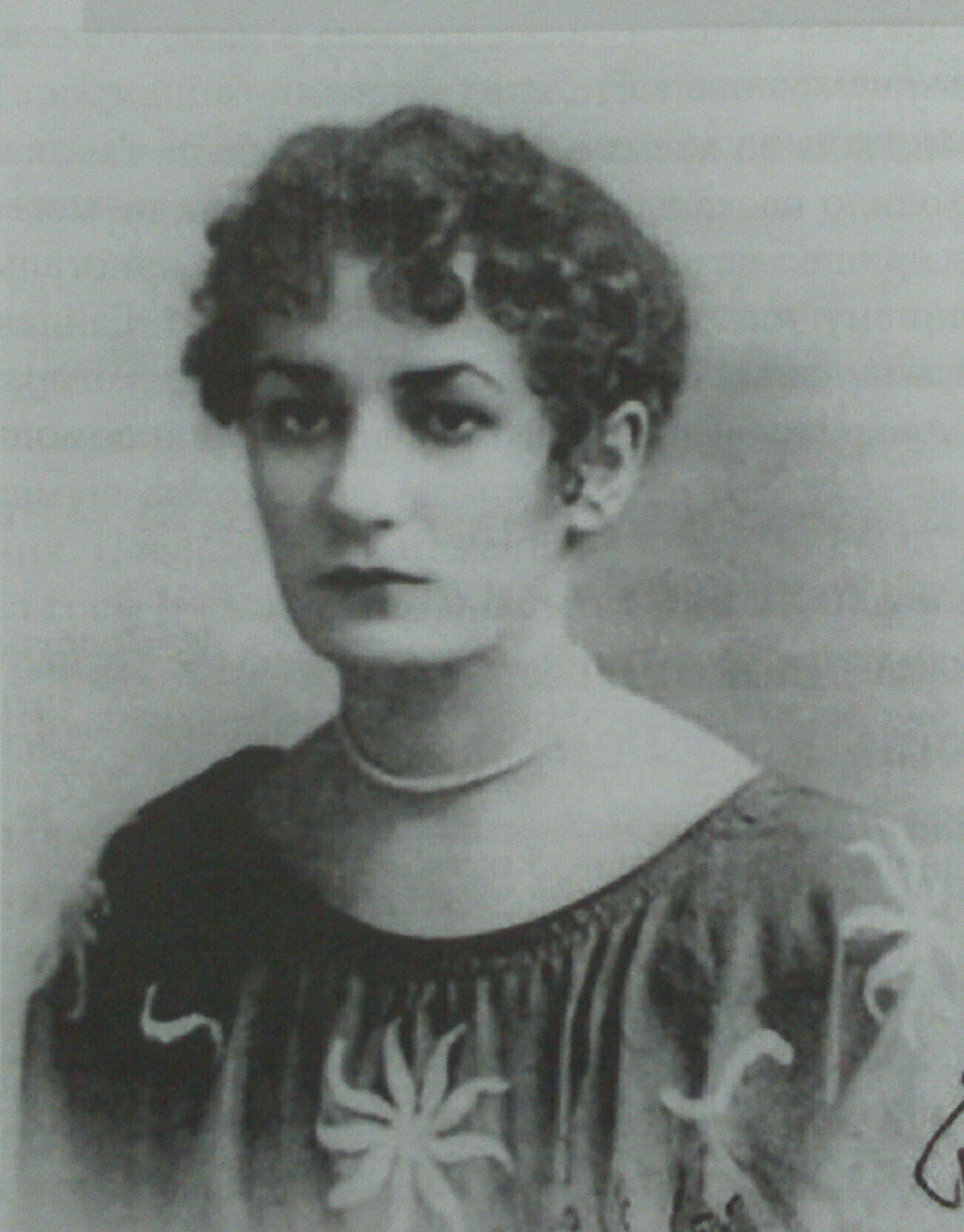
Марченко Ганна діячка уряду УНР з села Вірівка.

- Мерцалов Іван Антонович — один із засновників вітчизняної зоотехніки.
- Чернявський Микола Федорович — поет, письменник.
- Марченко Ганна — актриса аматор, державний діяч УНР.
- Жданов Віктор Михайлович — видатний вчений вірусолог з світовим ім'ям.
- Прощаєв Григорій Мойсейович — Герой Радянського Союзу.
- Розсоха Леонід Семенович — радянський, український художник-постановник театру і кіно.
- Наумов Володимир Григорович — Герой України, учасник Євромайдану.
- Єрмаков Олександр Петрович — український військовик, лейтенант 30-ї окремої механізованої бригади, учасник Війни на сході України.

## Релігія
В Добропільському районі представлені більшість з конфесій сучасної України (УПЦ МП, ПЦУ, УГКЦ, Євенгельські християни-баптисти).

## Економіка
Добропільський район — сільськогосподарський. Ґрунти, в основному, чорноземи, на берегах річок — лугові. Більша частина ґрунтів розорана і обробляється для вирощування зернових і технічних культур — озимої та ярої пшениці, ячменю, кукурудзи, соняшнику та інших. Розвинене також тваринництво, птахівництво, бджільництво, садівництво, на штучних водоймах — розведення риби.
В підземних надрах Добропільщини великі запаси кам'яного вугілля. Видобуток вугілля на території району ведуть 4 шахти — «Добропільська», «Алмазна» (колишня шахта ім. РСЧА), «Білозерська» і «Білицька».
Район багатий на поклади пластичних і вогнетривких глин, які використовуються для виробництва кераміки та будівельних матеріалів. Їх видобутком біля с. Октябрського займаються ЗАТ «Глини Донбасу», ТОВ «Донкерампромсировина», ЗАТ «Вогнеупорнеруд», АТЗТ «Веско». Глини Добропільщини експортуються майже в десяток країн для виробництва кераміки.
З 1967 р. проводиться промисловий розлив мінеральної води «Золотий Колодязь», яку знають і цінують не тільки в нашій області, але й далеко за межами України.
Поклади піску розташовані на території Світлівської, Ганнівської, Криворізької, а каменю — Шилівської, Октябрської та Новоторецької сільських рад.

## Транспорт
Територією району проходять такі автошляхи: Т 0514 та Т 0515.
Із півночі на південь перетинає промислова лінія Дубове — Покровськ (пасажирське сполучення відсутнє). Одна залізнична станція Мерцалове.
Зупинні пункти: 24 км, 46 км, 49 км, 52 км та Облачний.

## Охорона здоров'я
В кінці 19-го століття на території нинішньої Добропільщини появились перші волосні фельдшера в селах волосних центрах — Золотому Колодязі, Криворіжжі і Шаховому, які почали надавати долікарську медичну допомогу. Лікар був тільки в повітовій лікарні у Бахмуті.
На початку 20-го століття були відкриті невеличкі земські лікарні в селах Святогорівка, Шидлове, Шахове. В кожній з цих сільських лікарень були медамбулаторії, стаціонарні палати на 10 ліжок, аптека, працювали лікар фельдшер і акушер.
Після проголошення Донецько-Криворізької республіки в лютому 1918 року, і націоналізації всіх рудників за рішенням місцевого ревкому на Добропільський рудниках з'явилася перша лікарня. Лікарня розташовувалася в будинку колишнього керуючого шахти Ерастовкі, в ній була лікарня з медамбулаторією стаціонаром на 10 ліжок і аптекою. В цій лікарні став працювати С. І. Федоров і два фельдшери М. А. Вініченко і С. С. Фролова. Так почалась Добропільська ЛІЛ.
з 1925 року лікарня на руднику одержала нову назву лікарня шахти № 17-18 РСЧА, вона була переведена в просторий цегляний будинок колишнього шахтовласника і розширена до 25 ліжок. В 1925 році 3 сільські земські лікарні в Святогорівська, Шидлівська, і Шахівська стали дільничими і були розширені до 25 ліжок. В 1926 році в Золотому Колодязі, була відкрита дільнича лікарня.
В січні 1935 року був утворений Добропільський район з центром у селі Добропілля. При виконкомі райради був утворений райздороввідділ, який очолила фельдшер Фролова С. С. В селі Добропіллі була відкрита фельдшерська медамбулаторія. В 1938 році в селищі шахти «Гігант» нині місто Добропілля в будинку була відкрита медамбулаторія фельдшер Громова К. П.
В кінці 1940 року в районі працювали 5 лікарень, 1 в Добропіллі, 4 в селах, 2 фельдшерські медамбулаторії і біля 20 ФАП-ів. В роки радянсько-німецької війни Святогорівська лікарня була зруйнована а інші лікарні досить поруйновані. Вже через місяць після звільнення району у 1943 році всі лікарні відновили свою роботу.
Після здобуття незалежності 1991 році медична система охорони здоров'я стала розвалюватись. Стали швидко закриватись лікарні, здоровпункти, ФАП-и, відділення стаціонарів лікарень, скорочувалась чисельність медичних працівників.
В 2010 в Добропіллі ще були 6 лікарень, які мали 410 лікарняних ліжок: Добропільська ЦРЛ 285, Білозерська МЛ 60, Білицька і сільська лікарня 35 ліжок,
3 сільські дільничі лікарні по 10 ліжок, 1 сільська лікарня медамбулаторія.
Після реформи системи охорони здоров'я в Донецькій області (2011—2014) в 2015 на Добропільщині залишились і працюють такі медичні заклади:
- Добропільська лікарня інтенсивного лікування — на 300 ліжок.
- Білозерська міська лікарня (без стаціонару) — поліклініка.
- Білицька міська лікарня — поліклініка.
- Добропільська стоматологічна поліклініка
- Добропільський центр первинної медико-санітарної допомоги з 5 лікарськими медамбулаторіями (м Добропілля 2, Білозерське 1, Білицьке 1, смт Новодонецьке 1,)
- Добропільський районний центр ПМСД з районною лікарською медамбулаторією, 6 сільськими лікарськими амбулаторіями загальної практики сімейної медицини (ЗПСМ) та 25 ФАП-ами.[9]

## Туризм
На землях Никанорівської та Золотоколодязької сільрад розташовані заказники «Грузька балка», «Гектова балка» та заповідні урочища «Бран душка», «Никанорівський ліс» та «Кучерів Яр». В заказнику «Гектова балка» ростуть понад 300 видів рослин — 15 % флори Донбасу. Тут є рослини, які охороняються: дрік донський (на світовому рівні), ластовень проміжний (на європейському рівні), півонія тонколиста, оносома донська, брундушка різнокольорова, ковила волосиста (на державному рівні).
На території району (біля сіл Рубіжне, Золотий Колодязь, Октябрське, Лиман) знайдені пам'ятки часів кам'яної доби (кам'яні наконечники стріл, сокири, молоти, намисто, кам'яні баби) і періоду бронзи.

## Адміністративний устрій
Адміністративно-територіально район поділяється на 1 селищну раду та 10 сільських рад, які об'єднують 62 населені пункти та підпорядковані Добропільській районній раді. Адміністративний центр — місто Добропілля.

## Політика
25 травня 2014 року відбулися Вибори Президента України. У межах Добропільського району було створено 25 виборчих дільниць. Явка на виборах складала — 35,00 % (проголосували 4 554 із 13 012 виборців). Найбільшу кількість голосів отримав Петро Порошенко — 33,84 % (1 541 виборців); Сергій Тігіпко — 25,91 % (1 180 виборців), Михайло Добкін — 8,21 % (374 виборців), Юлія Тимошенко — 6,57 % (299 виборців). Решта кандидатів набрали меншу кількість голосів. Кількість недійсних або зіпсованих бюлетенів — 3,78 %.

## Додаткові джерела
- Добропільський район — Інформаційно-пізнавальний портал | Донецька область у складі УРСР [Архівовано 26 липня 2015 у Wayback Machine.] (На основі матеріалів енциклопедичного видання про історію міст та сіл України, том — Історія міст і сіл Української РСР. Донецька область. — К.: Головна редакція УРЕ АН УРСР, 1970. — 992 с.)

## Відомі люди

### Почесні громадяни райони
Почесне звання, затверджене Рішенням сесії Добропільської районної ради 19 березня 1997 року за № 22-12/20 затверджене звання «Почесний громадянин Добропільського району», яке присуджують людям, які зробили великий внесок у розвиток та розквіт Добропільського району. Особам, відзначеним цим званням, вручається диплом, посвідчення та стрічка Почесного громадянина Добропільського району.
- Хаджинов Микола Захарович
- Поливода Олександр Лук'янович
- Коломійцев Еміль Анатолійович
- Кривенко Тетяна Григорівна
- Бусилко Іван Миколайович
- Соловйов Микола Харлампійович
- Батицький Віктор Миколайович
- Нагиленко Катерина Семенівна
- Мартьянов Петро Федорович

## Виноски
1. ↑  Постанова Верховної Ради України від 17 липня 2020 року № 807-IX «Про утворення та ліквідацію районів»
2. ↑  Розподіл населення за статтю та віком, середній вік населення, Донецька область (осіб) - Регіон, 5 річні вікові групи, Рік, Категорія населення , Стать [Населення за статтю та віком…2001] (укр.). Державна служба статистики України. Архів оригіналу за 3 травня 2021.
3. ↑  Розподіл населення за рідною мовою на ukrcensus.gov.ua. Архів оригіналу за 31 липня 2014. Процитовано 11 травня 2014.
4. ↑  Національний склад та рідна мова населення Донецької області. Розподіл постійного населення за найбільш численними національностями та рідною мовою по міськрадах та районах. Архів оригіналу за 13 лютого 2007. Процитовано 27 листопада 2012.
5. ↑  Розподіл населення регіонів України за рідною мовою у розрізі адміністративно-територіальних одиниць. Донецька область. Архів оригіналу за 8 грудня 2015. Процитовано 17 березня 2022.
6. ↑  Архівована копія. Архів оригіналу за 12 липня 2019. Процитовано 12 липня 2019.{{cite web}}:  Обслуговування CS1: Сторінки з текстом «archived copy» як значення параметру title (посилання)
7. ↑  Добропільська районна централізована бібліотечна система Центральна бібліотека . «Береже пам'ять село» Матеріали історико-краєзнавчих конференцій (травень, вересень 2015 року). Випуск 6 Збірник у двох частинах . Частина 1 . Добропілля 2016. Стр 53
8. ↑  Добропільська району централізована бібліотечна система Центральна бібліотека. «Береже память село» Матеріали історико-краєзнавчих конференцій (травень, вересень 2015 року). Випуск 6 Збірник у двох частинах. Частина 1 . Добропілля 2016. Стр 54
9. ↑  Добропільська району централізована бібліотечна система Центральна бібліотека . «Береже память село» Матеріали історико-краєзнавчих конференцій (травень, вересень 2015 року). Випуск 6 Збірник у двох частинах . Частина 1 . Добропілля 2016. Стр 57
10. ↑  Адміністративно-територіальний устрій Добропільського району [Архівовано 12 лютого 2014 у Wayback Machine.] на сайті Верховної Ради України
11. ↑  ПроКом, ТОВ НВП. Центральна виборча комісія - ІАС "Вибори Президента України". www.cvk.gov.ua. Архів оригіналу за 27 лютого 2018. Процитовано 15 квітня 2016.
12. ↑  Подолян В. В. Слово про Добропілля: роки, події, люди / В. В. Подолян. — Донецьк: Престиж-party, 2009. — 367 с. С. 333